# August Kageler
August Kageler (* 1877 in Altenhagen I; † 19. Juni 1965 in Gehrden) war ein deutscher Lehrer und Heimatforscher.

## Leben

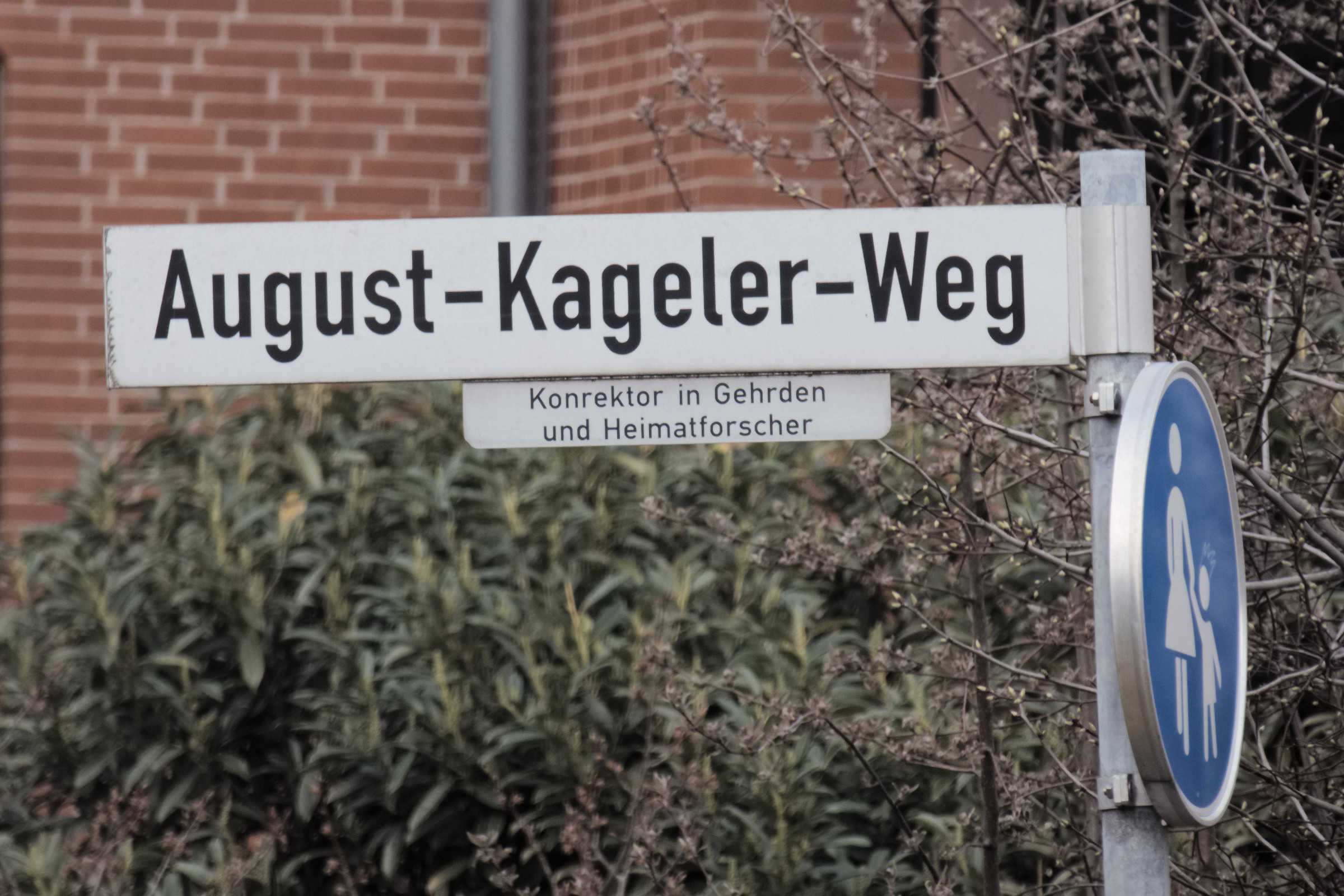
In Gehrden wurde der August-Kageler-Weg nach dem Heimatforscher benannt

August Kageler wurde in der Frühzeit des Deutschen Kaiserreichs nahe dem Deister geboren. Er wirkte von 1897 bis 1939 als Lehrer an der Volksschule in Gehrden. In diesem Zeitraum unterrichtete er zudem von 1908 bis 1934 an der Innungsschule der „Gemischten Handwerkerinnung von Gehrden und Umgebung“. 1930 wurde Kageler zum Konrektor ernannt.
Musikalisch engagierte er sich von 1909 bis 1949 als Organist der evangelischen Margarethenkirche in Gehrden, für die er einen Kirchenchor gründete und leitete.
Mitten im Zweiten Weltkrieg begann August Kagler 1941 mit dem Aufbau und der Einrichtung des Stadtarchivs Gehrden, in dem heute sich eine Vielzahl von seinen Ausarbeitungen finden.
Als Autor trat Kageler mit Büchern über den ehemaligen Landkreis Linden sowie eines geschichtlichen Abrisses über Gehrden hervor. 1957 bewohnte der Konrektor in Rente das Gehrdener Haus Alte Straße 8.
Für seine Verdienste zur Erforschung der Heimatgeschichte wurde ihm am 30. Dezember 1957 das Bundesverdienstkreuz verliehen. Am 18. Oktober 1960 wurden ihm für seine Verdienste als Lehrer und Heimatforscher die Ehrenbürgerrechte der Stadt Gehrden verliehen.
Als Fotograf hinterließ August Kageler dem Bildarchiv der Region Hannover insgesamt mindestens 1466 Aufnahmen.

## Schriften
- Land zwischen Deister und Leine. Ein Heimatbuch des Landkreises Linden. Herausgegeben im Auftrag des Kreislehrervereins von A. Kageler. August Lax Verlagsbuchhandlung, Hildesheim 1929.
  - Nachdruck: Landkreis Hannover, Hannover 1986. Inhaltsverzeichnis
- Gehrden. Entwicklung und Schicksale einer Calenbergischen Kleinstadt. Oldemeyer, Gehrden über Hannover 1950.